# پایه نری
پایهٔ نری یا نر-دوپایگی (به انگلیسی: Androdioecy) یک سیستم جنسی است که با همزیستی نرها و نرمادگی مشخص می‌شود. پایهٔ نری در مقایسه با دیگر سیستم‌های تولیدمثلی اصلی نادر است: دوپایه، پایه مادگی و نرمادگی. در جانوران، پایهٔ نری پله‌ای در گذار از دوپایه به نرمادگی و برعکس در نظر گرفته شده است.
پایهٔ نری گاهی به عنوان یک سیستم جفت‌گیری آمیخته با سه‌پایه و پایه مادگی نامیده می‌شود. این یک سیستم جنسی دوشکلی در گیاهان در کنار پایه مادگی و دوپایه است.